# Боровський-Ляс
Боровський-Ляс (пол. Borowski Las, нім. Borowerwald) — село в Польщі, у гміні Сорквіти Мронґовського повіту Вармінсько-Мазурського воєводства.
Населення — 46 осіб (2011).

## Демографія
Демографічна структура станом на 31 березня 2011 року:
|          | Загалом | Допрацездатний вік | Працездатний вік | Постпрацездатний вік |
| -------- | ------- | ------------------ | ---------------- | -------------------- |
| Чоловіки | 22      | 2                  | 19               | 1                    |
| Жінки    | 24      | 6                  | 16               | 2                    |
| Разом    | 46      | 8                  | 35               | 3                    |